# Chrysaegliodes noliformis
Chrysaegliodes noliformis là một loài bướm đêm thuộc phân họ Arctiinae, họ Erebidae.